# Tachyphonus
A Tachyphonus a madarak osztályának verébalakúak (Passeriformes) rendjébe és a tangarafélék (Thraupidae) családjába tartozó nem.

## Rendszerezésük
A nemet Louis Pierre Vieillot írta le 1816-ban írta le , az alábbi fajok tartoznak ide:
- Tachyphonus phoenicius
- Tachyphonus coronatus
- Tachyphonus rufus
- Tachyphonus surinamus[2] vagy Lanio surinamus[1]
- Tachyphonus delatrii[2] vagy Lanio delatrii[1]
- Tachyphonus cristatus[2] vagy Trichothraupis cristata[1]
- Tachyphonus luctuosus[2] vagy Trichothraupis luctuosa[1]
- Tachyphonus rufiventer[2] vagy Trichothraupis rufiventer[1]

## További információ
- Képek az interneten a nembe tartozó fajokról